# Grytsjön (Markaryds socken, Småland)
Grytsjön är en sjö i Markaryds kommun i Småland och ingår i Lagans huvudavrinningsområde. Sjön har en area på 0,14 kvadratkilometer och ligger 118 meter över havet. Sjön avvattnas av vattendraget Lillån (Grytån).

## Delavrinningsområde
Grytsjön ingår i det delavrinningsområde (626080-136745) som SMHI kallar för Ovan 625955-136375. Medelhöjden är 127 meter över havet och ytan är 38,04 kvadratkilometer. Det finns inga avrinningsområden uppströms utan avrinningsområdet är högsta punkten. Lillån (Grytån) som avvattnar avrinningsområdet har biflödesordning 2, vilket innebär att vattnet flödar genom totalt 2 vattendrag innan det når havet efter 59 kilometer. Avrinningsområdet består mestadels av skog (48 procent) och sankmarker (34 procent). Avrinningsområdet har 0,14 kvadratkilometer vattenytor vilket ger det en sjöprocent på 0,4 procent. Bebyggelsen i området täcker en yta av 0,94 kvadratkilometer eller 2 procent av avrinningsområdet.